# Limbi indo-europene
     Greacă
     Romanice
     Indo-Iraniene
     Celtice
     Germanice
     Slave
     Baltice
     Armeană
     Albaneză
     Limbi care nu sunt indo-europene

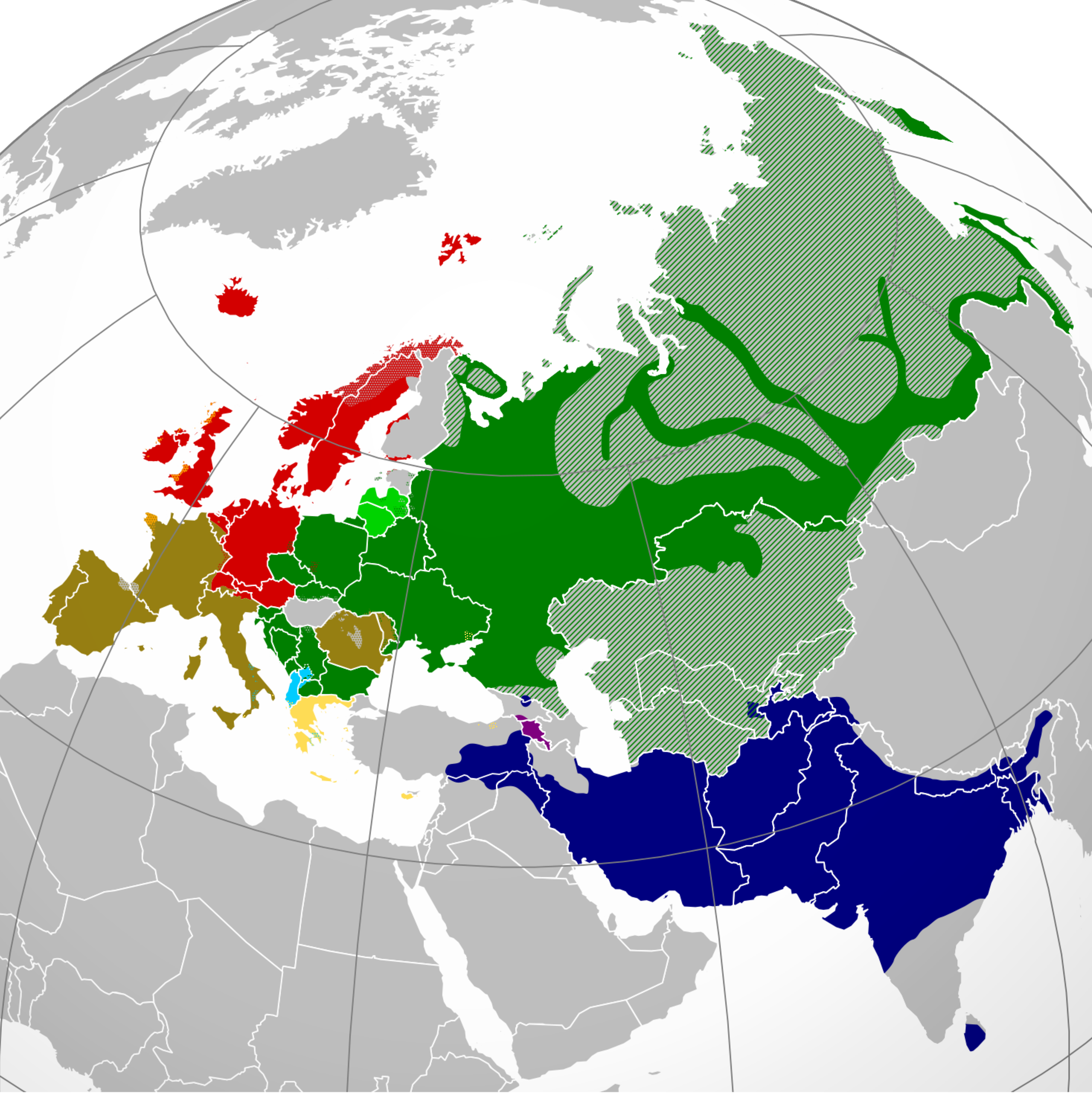
Limbile indo-europene în Europa și Asia:
Greacă
Romanice
Indo-Iraniene
Celtice
Germanice
Slave
Baltice
Armeană
Albaneză
Limbi care nu sunt indo-europene.

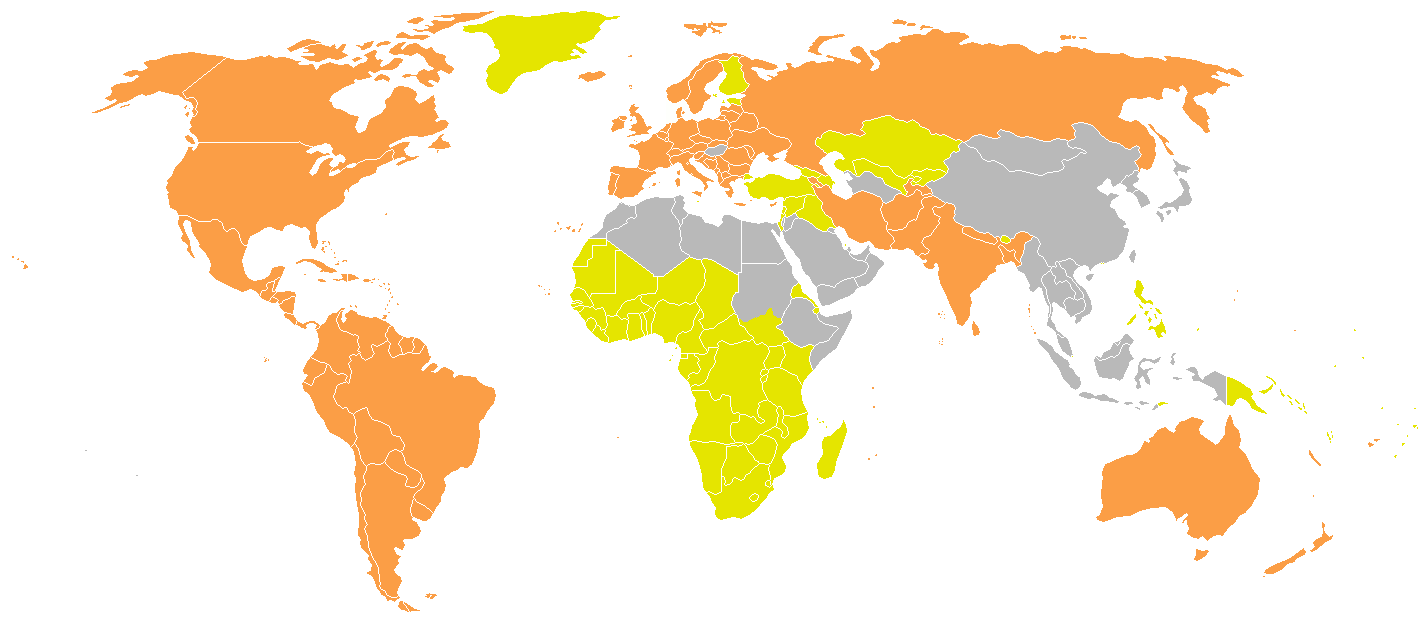
Distribuția limbilor indo-europene (IE) pe glob. Țările colorate în portocaliu ■ au o populație majoritară vorbitoare a unei limbi IE, iar țările colorate în galben ■ au doar minorități a căror limbă IE are statut oficial. În restul de țări, deși există populații semnificative de vorbitori ai unei limbi IE, aceasta nu are statut oficial.

Limbile indo-europene

Limbile indo-europene sunt o familie de limbi vorbite ca limbi materne de aproximativ jumătate din populația planetei, în special în Europa, nordul și sudul Asiei, cele 2 Americi și Australia, precum și pe arii însemnate din celelalte zone. Următoarele familii de limbi, în privința numărului de vorbitori, sunt saki, sino-tibetane și limbile afro-asiatice. Lingviștii estimează că există peste 400 de limbi și dialecte indo-europene (443 potrivit bazei de date SIL).
Numele de „limbi indo-europene” le-a fost atribuit pentru a reflecta răspândirea acestor limbi, în special în India și Europa, deși trebuie subliniat atât faptul că nu toate etniile de aici vorbesc o limbă indo-europeană, precum și faptul că limbile indo-europene se vorbesc și în alte părți ale globului. Ortografia corectă a numelui este aceea cu cratimă.
Dintre limbile indo-europene, următoarele sunt cele mai răspândite, fiind vorbite ca limbă maternă de peste 100 de milioane de oameni:
- Hindi: 432.000.000;
- Spaniolă: 390.000.000;
- Engleză: 341.000.000;
- Portugheză: 210.000.000;
- Bengali (angla): 171.000.000;
- Rusă: 145.000.000.

Majoritatea limbilor vorbite în Europa aparțin superfamiliei indo-europene. Fac excepție limbile fino-ugrice (maghiara, estoniana și finlandeza), limbile caucaziene, basca, malteza (derivată în mare parte din arabă) - și turca aparținând limbilor turcice.
Toate limbile indo-europene sunt descendenți ai unui singur limbaj preistoric, reconstruit ca Proto-Indo-European, vorbit cândva în epoca neolitică. Deși nu mai există înregistrări scrise, aspecte ale culturii și religiei Proto-indo-europenilor pot fi, de asemenea, reconstruite din culturile înrudite ale vorbitorilor indo-europeni antice și moderni, care continuă să trăiască în zone în care migraționau Proto-indo-europeni din patria lor originală. Mai multe propuneri contestate leagă Indo-Europene de alte familii de limbi majore. Deși sunt scrise în limba akkadiană veche de tip Semitic, împrumuturile și denumirile hitiților găsite în textele Kültepe sunt cele mai vechi înregistrări ale oricărui limbaj indo-european.
În secolul al XIX-lea, conceptul lingvistic al limbilor indo-europene a fost folosit frecvent inter-schimbabil cu conceptele rasiale ale arienilor și Japhetite.

## Istorie
Ipoteza înrudirii limbilor indo-europene, formulată prima dată, în 1647, de învățatul olandez Marcus Zuerius van Boxhorn, care a observat că o serie de limbi europene se aseamănă cu persana și a înaintat ideea că toate aceste limbi se înrudesc cu limba sciților. Această descoperire a rămas însă fără ecou în preocupările științifice ale vremii și a fost reluată în 1786 de filologul britanic Sir William Jones în lucrarea sa „The Sanscrit Language” („Limba sanscrită”), unde observa asemănări între 4 dintre cele mai vechi limbi cunoscute în vremea lui: sanscrita, latina, greaca și persana. Iată mai jos un celebru citat dintr-o lucrare a sa apărută în 1798:
| „The Sanscrit language, whatever be its antiquity, is of a wonderful structure; more perfect than the Greek, more copious than the Latin, and more exquisitely refined than either, yet bearing to both of them a stronger affinity, both in the roots of verbs and the forms of grammar, than could possibly have been produced by accident; so strong indeed, that no philologer could examine them all three, without believing them to have sprung from some common source, which, perhaps, no longer exists...” |  |  |  | „Limba sanscrită, fie ea cât de antică, este de o structură minunată; mai perfectă decât elena, mai bogată decât latina și mai desăvârșit rafinată decât amândouă, totuși dovedind față de ambele o afinitate, atât în rădăcinile verbelor, cât și în formele gramaticii, mai puternică decât ar fi putut apărea din pură întâmplare; atât de puternică încât nici nu filolog nu le poate cerceta fără să fie convins că toate trei au izvorât din vreo sursă comună care, probabil, nu mai există...” |  |  |

Comparația sistematică ale acestor limbi înrudite și altor limbi vechi, realizată de Franz Bopp în prima jumătate a secolului al XIX-lea, a susținut această teorie; iar lucrarea sa, publicată între 1833 și 1852 și intitulată „Vergleichende Grammatik des Sanskrit, Zend, Griechischen, Lateinischen, Litauischen, Gotischen und Deutschen” („Gramatică comparativă a limbilor sanscrită, zend, greacă, latină, lituaniană, gotică și germană”) este considerată începutul studiilor indo-europene ca disciplină academică.
Limba comună din care s-au dezvoltat toate aceste limbi se numește limba proto-indo-europeană (PIE); este o limbă teoretică în sensul că tot ce se știe despre această limbă izvorăște din analiza limbilor moderne și a acelora dispărute care s-au păstrat în formă scrisă. Locul geografic din care a apărut proto-indo-europeana este controversat, dar cel mai probabil pare să fi fost regiunea din jurul Mării Negre, în teritoriile actuale ale Armeniei, României sau Ucrainei.
Coloana de hărți alăturată reprezintă una dintre variantele de istorie veche a limbilor indo-europene, numită ipoteza Kurgan, care, în prezent, este cea mai larg acceptată de lingviști. În rusă, „kurgan” (cuvânt de origine turcă) înseamnă tumulus, o ridicătură de pământ și pietre deasupra unui mormânt.
S-a propus și ipoteza că limba proto-indo-europeană ar aparține unei superfamilii, a limbilor numite „nostratice”, dar din lipsă de argumente suficient de solide această teorie este controversată.
Conform studiului "Massive migration from the steppe was a source for Indo-European languages in Europe", o migrație masivă a avut loc în urmă cu aproximativ 4500 ani, locuitorii din stepa Ponto-Caspică deplasându-se către centrul Europei și contribuind la formarea unor limbi indo-europene.

## Clasificare
Familia de limbi indo-europene se compune din mai multe subfamilii:
- Limbile anatoliene: dispărute;
- Limbile indo-iraniene;
- Limba greacă și alte limbi înrudite care au dispărut;
- Limbile italice: între care limba latină;
- Limbile romanice: descendentele limbii latine, între care și limba română;
- Limbile celtice;
- Limbile germanice;
- Limbile traco-frigiene: singura rămasă este limba armeană;
- Limbile toharice: dispărute;
- Limbile slave;
- Limbile baltice: înrudite cu limbile slave;
- Limbile traco-ilire: probabil limba albaneză. Printre ele probabil se mai numărau: limba dacă și limba tracă;
- Limbile gaelice;

Tabelul de mai jos cuprinde o listă extinsă de limbi indo-europene, organizată pe subfamilii, grupe și subgrupe. Limbile dispărute sunt însemnate cu căte un asterisc (*). Acest tabel reflectă numai una dintre divizările posibile, adesea relațiile de înrudire nefiind suficient de precis cunoscute.
| Grupă                | Subgrupă | Limbi și dialecte                                                                           |
| Anatoliene           | Anatoliene                                                                                                   | Anatoliene                                                                                  |
| -------------------- | --- | ------------------------------------------------------------------------------------------- |
|                      | | Hitită* Luwiană* Liciană* Lidiană* Palaică** Pisidiană                                      |
| Baltice              | |                                                                                             |
|                      | | Letonă Lituaniană Prusaca veche*                                                            |
| Celtice              | |                                                                                             |
| Britonice            | | Bretonă Cornică Velșă                                                                       |
| Continentale         | |                                                                                             |
|                      | Galice |                                                                                             |
| Gaelice              | |                                                                                             |
|                      | Irlandeză Manx* Gaelica scoțiană                                                                             |                                                                                             |
| Germanice            | |                                                                                             |
| Germanice de est     | | Burgundă* Gotică* Vandalică*                                                                |
| Germanice de nord    | | Norvegiana veche* Daneză Feroeză Islandeză Norvegiană Suedeză                               |
| Germanice de vest    | Germana înaltă                                                                                               | Germană Idiș                                                                                |
| Germanice de vest    | Germana joasă                                                                                                | Afrikaans Neerlandeză Engleză Flamandă Frisiană Plattdeutsch                                |
| Grecești             | |                                                                                             |
|                      | | Aeolică* Arcadiană* Atică* Greaca bizantină* Cipriotă* Dorică* Ionică* Koine Greaca modernă |
| Indo-iraniene        | |                                                                                             |
| Dardice              | | Kafiri Kashmiri Khowar Kohistani Rromanes Shina                                             |
| Indo-ariene          | | Pali* Pracrită* Sanscrită Sedică*                                                           |
| Indiene centrale     | Hindi Hindustană Urdu                                                                                        |                                                                                             |
| Indiene de est       | Asameză Bengali (Bangla) Bihari Oriya                                                                        |                                                                                             |
| Indiene de nord-vest | Punjabi Sindhi                                                                                               |                                                                                             |
| Pahari               | Pahari centrală Pahari de est (Nepali) Pahari de vest                                                        |                                                                                             |
| Indiene de sud       | Marathi Sinhaleză                                                                                            |                                                                                             |
| Indiene de vest      | Bhili Gujarati Rajasthani                                                                                    |                                                                                             |
| Iraniene             | | Avestică* Persana veche*                                                                    |
| Iraniene de est      | Baluciană Kwarazmiană* Osetică dialectele din Pamir Pashto (Afgană) Sakăsaka (Khotaneză)* Sogdiană* Yaghnobi |                                                                                             |
| Iraniene de vest     | Kurdă Pahlavi* Partiană Persană (Farsi), Tajiki                                                              |                                                                                             |
| Italice              | |                                                                                             |
| (fără cele Romanice) | | Faliscă* Latină Oscă Umbriană                                                               |
| Romanice             | |                                                                                             |
| Romanice de est      | Italiană Romanice retice Sardă Dalmată                                                                       |                                                                                             |
| Romanice de est      | Română | Dacoromână Aromână Meglenoromână Istroromână                                                |
| Romanice de vest     | Catalană Franceză Portugheză Occitană Spaniolă                                                               |                                                                                             |
| Slave                | |                                                                                             |
| Slave de est         | | Bielorusă Rusă Ucraineană                                                                   |
| Slave de sud         | | Bulgară Slavonă (Slava bisericescă) Macedoneană Croată Slovenă Sârbă                        |
| Slave de vest        | | Cehă Kașubiană Lusațiană Polabiană Poloneză Slovacă                                         |
| Traco-ilire          | |                                                                                             |
|                      | | Albaneză Iliră* Tracă* Dacă*                                                                |
| Traco-frigiene       | |                                                                                             |
|                      | | Armeană Grabar (Armeana clasică) Frigiană*                                                  |
| Toharice             | |                                                                                             |
|                      | | Toharică A (Agneană) Toharică B (Kuchană)                                                   |